# Adele Filene
Adele Filene (* 14. Juni 1909 in Charlottenburg bei Berlin als Adelheid Gabriela Bleichröder; † 8. August 2010 in Stamford, USA) war eine deutsche Modedesignerin jüdischer Herkunft.

## Leben
Adele Filene war eine Tochter des Arztes Fritz Bleichröder. Ihr Urgroßvater war Samuel Bleichröder, der Gründer des Bankhauses S. Bleichröder.
Mit sechs Jahren besuchte Adele Filene eine Privatschule und später das Lyzeum in der Görschstrasse (später Carl-von-Ossietzky-Gymnasium) in Berlin. Sie war Schneiderlehrling und verbrachte ein Jahr an einer Kunstgewerbeschule in Wien. Für eine Modezeitschrift des Ullstein-Verlags entwarf sie Schnittmuster. 1930 heiratete sie den Ingenieur Hans Juliusburger und emigrierte mit ihrem Mann 1936, zunächst ohne ihre Zwillinge, nach London, England. 1951 wurde die Ehe geschieden; 1968 heiratete sie Herman Filene und zog zu ihrem Mann nach New York, USA. Filene war ein bedeutendes Mitglied des Women's City Club of New York; u. a. war sie dort eine von zehn Honorary Directors.
Adele Filene entwarf insbesondere Sportbekleidung und Handtaschen. Darüber hinaus veröffentlichte sie verschiedene Fachartikel zum Thema Modedesign. 1973 war sie eine der sechs Gründungsmitglieder der Costume Society of America (CSA). Für die Gesellschaft war sie in den Gründungsjahren von 1973 bis 1979 als Schatzmeisterin tätig. Seit 1996 vergibt die CSA ihr zu Ehren den Adele Filene Student Presenter Grant.